# Carmélites martyres de Guadalajara
Les carmélites martyres de Guadalajara sont trois religieuses carmélites espagnoles, Marie Pilar de Saint François Borgia (Jacoba Martínez García), Marie Ange de Saint Joseph (Marciana Valtierra-Tordesillas) et Thérèse de l'Enfant Jésus et de Saint Jean-de-la-Croix (Eusebia García García), tuées par les milices républicaines le 24 juillet 1936 durant la guerre d'Espagne. 
Elles sont béatifiées le 29 mars 1987 par le pape Jean-Paul II. Leur fête est fixée au 24 juillet.

## Contexte historique

### Première République
Après une éphémère Première République (1873-74), la royauté espagnole est rétablie.
En 1931, la Seconde République abolit à nouveau la monarchie. 
Elle commence sous de bons augures et beaucoup de catholiques s’y rallient. 
Mais les élections de 1931, avec un résultat favorable à la gauche, entraînent des hostilités vis-à-vis de la religion. 
Une politique de laïcité absolue est mise en place, qui tend à éradiquer le christianisme de la nation espagnole : 
- interdiction aux religieux de faire « aucun commerce, aucune industrie, aucun enseignement »,
- suppression de l'ordre des jésuites,
- instauration du divorce,
- retrait des crucifix des salles de classe.

Des églises sont déjà incendiées à partir de cette date. 
Mais le peuple espagnol n'accepte pas cette violence anti-religieuse et aux élections de décembre 1933, la majorité de droite reprend le pouvoir. 
Malheureusement, les conservateurs paralysent les plans d'une réforme sociale qui auraient pu s'inspirer d'une vision sociale de l'économie prônée par l’Église. 
Durant l'été 1934 éclate la première « Révolution des Asturies », au cours de laquelle des prêtres, des religieux et des religieuses sont assassinés, dont les martyrs de Turón.

### Le Front populaire de 1936
La gauche qui était dispersée se regroupe en formant le Front Populaire et gagne les élections de février 1936. 
Ce groupe, essentiellement anti-clérical, composé de communistes, de socialistes et d'anarchistes d’opinions souvent divergentes. 
Dans un premier temps, les évêques reconnaissent sa légitimité. 
Mais en juin 1936, des violences éclatent. 
Le gouvernement républicain (de style révolutionnaire) lance une violente persécution qui, en quelques semaines, fait de nombreuses victimes. 

### La bascule
Face aux violences, un député monarchiste, José Calvo Sotelo, proteste officiellement au parlement le 16 juin 1936. Le 13 juillet, il est assassiné. 
Les différents partis de droite, effrayés de la situation, décident de se regrouper dans un parti unique, la Phalange. 
Les 17 et 18 juillet 1936, les généraux José Sanjurjo et Emilio Mola déclenchent le soulèvement nationaliste, auquel le général Francisco Franco ne s'est rallié que le 14 juillet.

### La guerre civile
Une terrible guerre civile se déroule alors sur le sol espagnol durant 32 mois (de 1936 à 1938).
Elle oppose :
- les "Républicains" (ou Rouges), renforcés par des Brigades internationales, et soutenues indirectement par l'URSS.
- aux "Nationalistes" (ou franquistes), aidés en finale par la Wehrmacht allemande et les fascistes italiens. À noter cependant que Franco refusera fermement de se lier à l'Allemagne durant la Seconde Guerre mondiale.

Les "Républicains" déchaînent la plus grande persécution religieuse qu'ait jamais connu l'Espagne. Compte tenu de son intensité et de sa courte durée, cet ouragan révolutionnaire peut être comparé à celui de la Révolution française ou de la Révolution Bolchevique. Il s'abat sur toutes les régions dominées par leurs membres. 
Sur la liste des personnes à éliminer, les prêtres, les évêques et les religieuses figurent en première position. 
Incendies de couvents, d'évêchés, d'églises, destruction d'un patrimoine artistique sacré inestimable se multiplient. Tout ce qui rappelle la religion catholique est détruit. 
Malheureusement, le parti nationaliste est aussi l'auteur de terribles violences. Georges Bernanos, écrivain catholique, condamnera dans Les Grands Cimetières sous la lune les excès des franquistes, et même de certains ecclésiastiques. Les condamnations des meurtres commis par les Républicains, notamment contre des ecclésiastiques, sont, quasiment, inexistantes.
Les Républicains procèdent à des exécutions massives, on dénombre 13 évêques, 4,184 prêtres, 2,365 religieux, 283 religieuses, et des milliers de laïcs. 
Le Pape Jean-Paul II le 11 mars 2001, lors de la béatification de 233 de ces victimes religieuses déclarera : « Les bienheureux qui sont élevés à l’honneur des autels n’étaient pas impliqués dans des luttes politiques ou idéologiques, et ne voulaient pas y entrer. (…) Ils ont vécu en aimant et sont morts en pardonnant. ».
Conscients de mourir pour leur foi, beaucoup criaient comme les Cristeros du Mexique « Vive le Christ-Roi! ».

## Récit des événements

### La fuite du couvent
Lorsqu'en 1936, la guerre civile éclate, de nombreuses persécutions de religieux ont lieu.
Le 22 juillet 1936, alors que les milices républicaines s'emparent de la ville de Guadalajara, les religieuses du couvent craignent que celui-ci ne soit incendié. Dans l'après-midi, le prêtre donne la communion aux 18 religieuses, puis toutes partent en ville chercher un refuge dans des maisons proches ou chez des connaissances. 
Les trois religieuses passent une première nuit avec la prieure et une sœur souffrant de problèmes cardiaques et qui avait eu une première petite attaque, dans le sous-sol de l'hôtel Hibernia. Le lendemain à cinq heures du matin, elles récitent leur office. Elles s'installent ensuite dans un étage supérieur, où elles peuvent apercevoir la ville ainsi que la fumée provoquée par de nombreux incendies. Leur terreur augmente chaque heure avec les nouvelles sur le nombre de morts, y compris parmi leurs parents et amis. Seuls cinq prêtres de la ville échapperont au massacre.
Douze sœurs sont alors réunies dans l'hôtel, mais voyant les maisons privées constamment attaquées, leur hôtesse anxieuse déclare qu'elle ne peut cacher que trois d'entre elles. La prieure et l'infirmière déménagent dans une maison située dans la rue où avaient déjà séjourné deux frères carmes. Mais cette maison n'offre de la place que pour deux personnes. Sœur Thérèse de l'Enfant-Jésus propose alors aux sœurs Marie Pilar et Marie Ange de la suivre dans une autre maison, où vivent quelques-uns de ses amis.

### Le martyre
Alors qu'elles marchent dans la rue Lieutenant-Figueroa, elles aperçoivent une voiture des miliciens garée près de l'hôtel Palace, où un groupe de miliciens venait d'y prendre son repas. Elles sont reconnues par une milicienne. Effrayées, elles s'enfuient par la rue Francisco-Cuesta et cherchent refuge dans le vestibule du no 5. Mais, ne réussissant pas à entrer dans la maison, elles doivent ressortir dans la rue. C'est là que la milicienne incite ses camarades à tirer sur les trois religieuses. Sœur Marie Ange est tuée sur le coup. Sœur Marie Pilar, mortellement blessée est transportée à l'hôpital de la Croix-Rouge, où elle décède quelques heures après en murmurant : « Père, pardonne-leur ».
Sœur Thérèse de l'Enfant-Jésus parvient à s'enfuir, mais elle est rattrapée par un milicien nommé Palero, qui, dans un premier temps prétend vouloir la protéger. Il lui propose alors de l'épargner en échange de certains services « coupables », mais elle refuse. Il l'emmène alors près du cimetière, où il lui demande de crier : « Viva el Comunismo! » (Vive le communisme !) Mais elle refuse et s'écrie en revanche : « Viva Cristo Rey! » (Vive le Christ Roi !). Elle est alors fusillée contre le mur du cimetière,.
D'autres sources indiquent qu'on lui aurait offert sa liberté si elle reniait le Christ, l'Église, et le Carmel. Elle aurait refusé et aurait été tuée.
Ces sources sont potentiellement complémentaires, et soulignent la confusion qui régnait à l'époque.

### La sépulture
Immédiatement après, les corps des trois religieuses sont jetés dans une fosse commune. Celle-ci est rouverte le 15 juillet 1941. Leurs corps sont identifiés grâce à leur scapulaire et crucifix présent sur leur poitrine. Les dépouilles mortelles des trois religieuses sont emportées et enterrées dans leur monastère deux jours plus tard. Assez vite, des miracles ont été rapportés et attribués à ces trois religieuses.

## Béatification
Le 29 mars 1987, le pape Jean-Paul II, béatifie à Rome les 3 carmélites de Guadalajara.
Le 11 mars 2001, lors de la béatification à Rome, 233 martyrs espagnols de la Guerre civile
le pape Jean-Paul II, déclarera à leur sujet « Tous, avant de mourir, comme il ressort des procès canoniques pour leur déclaration comme martyrs, pardonnèrent de tout cœur leurs bourreaux. ».
Leur fête est célébrée le 24 juillet,. Dans l'Ordre du Carmel, leur fête est célébrée avec rang de mémoire facultative.